# Meilichius ornatus
Meilichius ornatus es una especie de coleóptero de la familia Endomychidae.

## Distribución geográfica
Habita en Laos.